# Noturus gyrinus
Noturus gyrinus és una espècie de peix de la família dels ictalúrids i de l'ordre dels siluriformes que es troba a Nord-amèrica.
Els mascles poden assolir els 13 cm de llargària total.